# Османтус
Осма́нт, или Осма́нтус (лат. Osmānthus) — род вечнозелёных лиственных цветковых растений семейства Маслиновые (Oleaceae), включающий около 36 видов, происходящих из тропических районов Евразии от Кавказа до Японии. Лишь один вид этого рода, Osmanthus americanus, распространён за пределами Евразии — в юго-восточных районах США и Океании (Новая Каледония). 
Вид преимущественно распространён в странах Восточной и Юго-Восточной Азии.

## Ботаническое описание
Кустарники или небольшие деревья. Листья супротивные, простые на черешках, с гладким или зубчатым краем. Плод — синяя или фиолетовая костянка.

## Значение и применение
В связи с неприхотливостью растения, оно широко используется в парках, и в ландшафтном дизайне жилых или коммерческих территорий. Растение хорошо приспосабливается к стрижке и часто встречается в живых изгородях. Высота позволяет использовать его для экранирующих посадок, где требуются высокорослые вечнозёленые насаждения. Османтус с его характерным абрикосово-кожаным запахом используется в парфюмерии для создания кожаных парфюмов.

### Целебные свойства растения
Цветки душистой маслины в Китае широко используются для ароматизации чая. Эфирные масла, содержащиеся в цветках, помогают при кашле. Отвар из стеблей и коры пьют при коклюше, им смазывают фурункулы .

## Таксономия
Osmanthus Lour., Flora Cochinchinensis 1: 17, 28–29 Архивная копия от 19 февраля 2022 на Wayback Machine. 1790.

### Синонимы
- Pausia Raf., Sylva Tellur. 9. 1838.
- Siphonosmanthus Stapf, Bot. Mag. 153: t. 9176. 1929.

### Виды
- Osmanthus americanus (L.) A.Gray — Османтус американский
- Osmanthus armatus Diels — Османтус вооружённый
- Osmanthus attenuatus P.S.Green
- Osmanthus austrocaledonicus (Vieill.) Knobl.
- Osmanthus cooperi Hemsl.
- Osmanthus cymosus (Guillaumin) P.S.Green
- Osmanthus decorus (Boiss. & Balansa) Kasapligil — Османтус привлекательный
- Osmanthus delavayi Franch. — Османтус Делавэйя
- Osmanthus didymopetalus P.S.Green
- Osmanthus enervius Masam. & T.Mori
- Osmanthus fordii Hemsl.
- Osmanthus fragrans Lour. typus[1] — Османтус душистый, или Османтус пахучий, или Душистая маслина
- Osmanthus gracilinervis L.C.Chia ex R.L.Lu
- Osmanthus hainanensis P.S.Green
- Osmanthus henryi P.S.Green
- Osmanthus heterophyllus (G.Don) P.S.Green — Османтус разнолистный
- Osmanthus insularis Koidz.
- Osmanthus iriomotensis T.Yamaz.
- Osmanthus kaoi (T.S.Liu & J.C.Liao) S.Y.Lu
- Osmanthus lanceolatus Hayata
- Osmanthus marginatus (Champ. ex Benth.) Hemsl.
- Osmanthus matsumuranus Hayata
- Osmanthus mexicanus Lundell
- Osmanthus minor P.S.Green
- Osmanthus monticola (Schltr.) Knobl.
- Osmanthus pubipedicellatus L.C.Chia ex H.T.Chang
- Osmanthus reticulatus P.S.Green
- Osmanthus rigidus Nakai
- Osmanthus scortechinii King & Gamble
- Osmanthus serrulatus Rehder
- Osmanthus suavis King ex C.B.Clarke
- Osmanthus sumatranus P.S.Green
- Osmanthus urceolatus P.S.Green
- Osmanthus venosus Pamp.
- Osmanthus yunnanensis (Franch.) P.S.Green